# Bangladesh Jamaat-e-Islami
Le Bangladesh Jamaat-e-Islami est le principal parti politique islamiste du Bangladesh. Il milite pour le rattachement du Bangladesh au Pakistan.  
Il est issu de la branche est-pakistanaise du Jamaat-e-Islami, fondé par Sayyid Abul Ala Maududi en 1941. Opposé à l'indépendance du Bangladesh, il est interdit après la guerre de libération (1971). À nouveau autorisé en 1978, il parvient à faire élire des députés aux élections successives depuis 1986.
L'ancien chef du parti, Ghulam Azam, a été reconnu coupable en 2013 de crimes de guerre lors de la lutte pour l'indépendance du pays. Trois millions de personnes avaient été tuées, pour une partie d'entre elles par les milices islamistes pro-pakistanaises. D'autres anciens dirigeants, dont Abdul Quader Molla, ont été condamnés pour leurs actions pendant la guerre de libération.
Le parti a été interdit de participer aux élections en 2013 lorsque les juges de la Haute cour ont estimé que sa charte était contraire à la Constitution laïque du Bangladesh. Il ne peut participer aux élections en 2014, 2018 et 2023.